# 앨런 실베스트리
앨런 실베스트리(Alan Silvestri, 1950년 3월 26일 ~ )는 미국의 영화 음악 작곡가이다.

## 내력
버클리 음악 대학에서 1970년대에 재학했다. 현재까지 약 120여 편의 영화음악을 작곡했으며 대표작으로는 백 투 더 퓨처, 포레스트 검프, 어벤져스, 어벤져스: 인피니티 워, 어벤져스: 엔드게임, 프레데터 등이 있다. 두 차례 아카데미상 후보로 올랐으며 반 헬싱, 프레데터, 백 투 더 퓨쳐 음악은 모두 새턴상을 수상했다. 또한 폴라 익스프레스와 케스트 어웨이의 음악으로 두 차례 그래미상을 수상했다. 1995년에 버클리 음악 대학에서 명예 박사 학위를 수여받았다.

## 필모그래피
2020년 마녀를 잡아라

2019년 어벤져스: 엔드게임

2018년 웰컴 투 마웬

2018년 어벤져스: 인피니티 워

2018년 레디 플레이어 원

2016년 얼라이드

2015년 하늘을 걷는 남자 (The Walk)

2014년 코스모스(COSMOS)

2013년 크루즈 패밀리 (The Croods)

2012년 플라이트 (Flight)

2012년 어벤져스 (The Avengers) 

2010년 A-특공대 (The A-Team)

2009년 박물관이 살아있다 2 (Night at the Museum 2 : Battle of the Smithsonian)

2009년 지.아이.조 : 전쟁의 서막 (G.I. Joe : The Rise of Cobra / Dark Sky : First Strike)

2009년 크리스마스 캐롤 (A Christmas Carol)

2007년 베오울프 (Beowulf)

2006년 와일드 (The Wild)

2006년 박물관이 살아있다 (Night at the Museum)

2004년 반 헬싱 (Van Helsing) 

2004년 폴라 익스프레스 (The Polar Express)

2003년 아이덴티티 (Identity)

2003년 사랑할 때 버려야 할 아까운 것들 (Something's Gotta Give)

2002년 러브 인 맨하탄 (Maid in Manhattan)

2002년 쇼타임 (Showtime)

2002년 릴로 & 스티치 (Lilo & Stitch)

2002년 스튜어트 리틀 2 (Stuart Little 2)

2001년 미이라 2 (The Mummy Returns)

2001년 멕시칸 (The Mexican)

2001년 세렌디피티 (Serendipity)

2000년 왓 라이즈 비니스 (What Lies Beneath)

2000년 레인디어 게임 (Reindeer Games)

2000년 왓 위민 원트 (What Women Want)

2000년 캐스트 어웨이 (Cast Away)

1999년 스튜어트 리틀 (Stuart Little)

1998년 프랙티컬 매직 (Practical Magic)

1998년 페어런트 트랩 (The Parent Trap)

1998년 홀리 맨 (Holy Man)

1997년 마우스 헌트 (Mouse Hunt)

1997년 콘택트 (Contact)

1997년 볼케이노 (Volcano)

1996년 이레이저 (Eraser)

1996년 롱키스 굿나잇 (The Long Kiss Goodnight)

1995년 퀵 앤 데드 (The Quick and the Dead)

1995년 저지 드레드 (Judge Dredd)

1995년 신부의 아버지 2 (Father of the Bride Part 2)

1994년 분노의 폭발 (Blown Away)

1994년 포레스트 검프 (Forrest Gump)

1994년 리치 리치 (Richie Rich)

1993년 그럼피 올드맨 (Grumpy Old Men)

1993년 슈퍼 마리오 (Super Mario Bros.)

1993년 킬러 나이트 (Judgment Night)

1992년 보디가드 (The Bodyguard)

1991년 스포트라이트 (Soapdish)

1991년 가면의 정사 (Shattered)

1991년 귀여운 악마 (Dutch)

1991년 닉크 (Ricochet)

1990년 영건 2 (Young Guns 2)

1990년 프레데터 2 (Predator 2)

1990년 다운타운 (Downtown)

1990년 백 투 더 퓨처 3 (Back to the Future Part III)

1989년 어비스 (The Abyss)

1989년 백 투 더 퓨처 2 (Back to the Future Part II)

1988년 누가 로저 래빗을 모함했나 (Who Framed Roger Rabbit)

1987년 프레데터 (Predator)

1986년 델타포스 (The Delta Force)

1986년 노 머시 (No Mercy)

1985년 환상의 휴가 (Summer Rental)

1985년 백 투 더 퓨쳐 (Back to the Future)

1985년 캣츠 아이 (Cat's Eye)

1984년 로맨싱 스톤 (Romancing the Stone)